# ثعلبية نسيجية
الثعلبية النسيجية (باللاتينية: Alopecurus textilis) نوع نباتي يتبع جنس الثعلبية من الفصيلة النجيلية. يضم ضربين هما التبليسي والنسيجي.

## الموئل والانتشار
موطن النبات في بلاد الشام وتركيا والقوقاز.